# Ilek (Fluss)
Der Ilek (russisch Илек; kasachisch Елек, Jelek oder Елік, Jelik) ist ein 623 km langer linker Nebenfluss des Ural in Kasachstan und Russland.

## Verlauf und Hydrologie
Der Ilek entsteht in der westkasachichen Steppe etwa 10 km nördlich der Stadt Qandyaghasch (bis 1997 Oktjabrsk) aus den Flüsschen Qaraghandy (Karagandy) von links und Scharyk von rechts. Zum Teil wird der Qaraghandy bereits ab Qandyaghasch als Ilek bezeichnet. Der Scharyk als größerer der Quellflüsse ist etwa 75 km lang, sodass die Gesamtlänge der Ilek mit dem Scharyk etwa 700 km beträgt. Der Ilek durchfließt zunächst das Gebiet Aqtöbe in nördlicher Richtung, vorbei an dessen Verwaltungszentrum, der Großstadt Aqtöbe. Er wendet sich allmählich nach Nordwesten bis Westen, quert die Grenze zu Russland und durchfließt den Südteil der Oblast Orenburg, bevor er wieder die russisch-kasachische Grenze erreicht. Unterhalb der Einmündung des einzigen bedeutenden Nebenflusses, der 225 km (mit Quellfluss Karachobda 363 km) langen, von links (Südosten) kommenden Chobda (auch Bolschaja Chobda, Große Chobda genannt) 184 km oberhalb der Ilek-Mündung folgt die Staatsgrenze auf weiten Strecken dem Flusslauf. Die kasachische Seite gehört dort bereits zum Gebiet Westkasachstan. Der Ilek mündet schließlich in den Ural, der die Grenze zwischen Europa und Asien markiert, 1085 km von dessen Mündung in das Kaspische Meer entfernt. Die Mündung befindet sich wenig unterhalb des nach dem Fluss benannten Dorfes Ilek, einige Kilometer von der Grenze zu Kasachstan entfernt, jeweils etwa 130 km westlich der russischen Großstadt Orenburg und östlich der kasachischen Großstadt Oral (Uralsk).
Das Einzugsgebiet des Flusses umfasst 41.300 km². Er friert gewöhnlich zwischen der zweiten Novemberhälfte und der zweiten Aprilhälfte zu. Im Sommer führt er nur sehr wenig Wasser.

## Verkehr
Der Ilek ist nicht schiffbar.
Dem gesamten Ober- und Mittellauf des Flusses von Sol-Ilezk bis zu seiner Entstehung bei Qandyaghasch folgt die Eisenbahnstrecke Orenburg – Aqtöbe – Türkistan – Taschkent in einiger Entfernung dem Fluss, ebenso die der Bahnstrecke folgende Fernstraße (südlich von Aqtöbe als A-27). Unterhalb von Sol-Ilezk kreuzt die Bahnstrecke Saratow – Oral – Sol-Ilezk den Ilek, sowie wenige Kilometer oberhalb der Mündung die Straße Orenburg – Oral, in deren Verlauf als russische R335 und kasachische A-30 sich am Fluss der Grenzübergang befindet.